# باشگاه فوتبال اوبو
باشگاه فوتبال اوبو (فنلاندی: Åbo IFK) یک باشگاه فوتبال در شهر تورکو، فنلاند است.
این باشگاه که در سال ۱۹۰۸ تأسیس شده سابقه ۳ قهرمانی در لیگ برتر فوتبال فنلاند را در کارنامه دارد.